# Gilded Age
Pour la série, voir The Gilded Age.

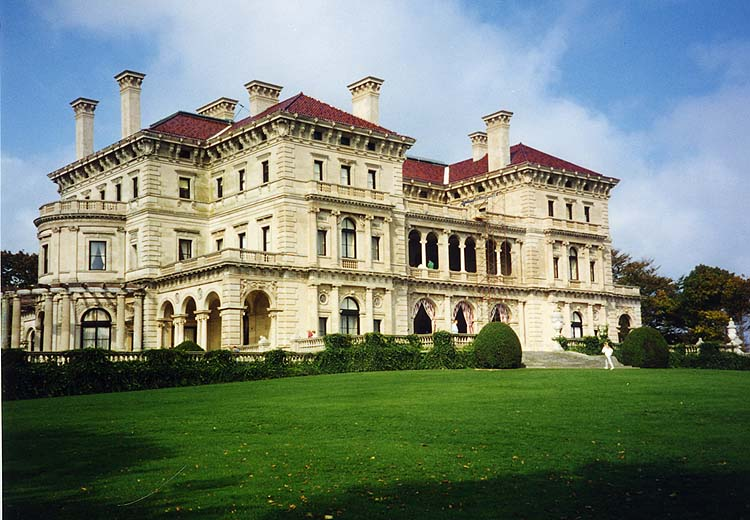
The Breakers, manoir classé (National Historic Landmark) dont la construction s'est étalée de 1893 à 1895, est caractéristique du Gilded Age.

Le Gilded Age (littéralement « période dorée » ou « âge doré ») est une période de l'histoire des États-Unis, correspondant à la période de prospérité et de reconstruction qui suivit la fin de la guerre de Sécession, et qui s'est étalée de 1865 à 1901. Cette période englobe ainsi non seulement la Reconstruction, mais aussi la crise bancaire de mai 1873 qui s'acheva en 1877, à une époque où les États-Unis connaissaient une croissance économique, industrielle et démographique sans précédent. Le Gilded Age fut ainsi marqué par une croissance très importante du chemin de fer, des petites usines, des banques, des mines et de nombreuses entreprises familiales, croissance qui survint au même moment que l'explosion de la productivité des terres cultivées à l'ouest du Mississippi. Dans le même temps, l'arrivée massive d'immigrés contribua à la diversité ethnique du pays, tout en permettant aux bateaux à vapeur et au train de se développer, et en offrant un afflux important de main-d'œuvre rurale.
Le terme de Gilded Age a été inventé par les écrivains américains Mark Twain et Charles Dudley Warner dans leur livre The Gilded Age: A Tale of Today (L'Âge d'or, un conte moderne). Mais l'expression apparaissait déjà chez William Shakespeare en 1595 dans Le Roi Jean.
On peut la rapprocher, du moins dans sa première période, de l'expression francophone « Belle Époque ».

## Résumé
Le Gilded Age fut une ère de croissance économique rapide, particulièrement dans le Nord et l'Ouest des États-Unis. Comme les salaires américains étaient beaucoup plus élevés que ceux en Europe, en particulier pour les travailleurs qualifiés, la période a vu un afflux de millions d'immigrants européens. L'expansion rapide de l'industrialisation s'est traduite par une croissance des salaires réels de 60 % entre 1860 et 1890, répartis sur l'ensemble de la population active. Le salaire annuel moyen par travailleur industriel (y compris les hommes, les femmes et les enfants) est passé de 380 $ en 1880 à 564 $ en 1890, soit un gain de 48 %, ou une croissance annuelle moyenne de 1,47 %. Cependant, le Gilded Age fut aussi une ère de pauvreté abjecte et d'inégalité alors que des millions d'immigrants — dont beaucoup provenaient de régions appauvries — se déversaient aux États-Unis et que la forte concentration de richesse devenait plus visible et controversée. Les différents entrepreneurs de la Seconde Révolution industrielle contribuèrent à l'essor de grandes villes industrielles au nord-est du pays, qui disposaient de facteurs de production très abondants. Cette période fut aussi marquée par l'ascension d'industriels et de financiers millionnaires tels que John D. Rockefeller (qui fut d'ailleurs particulièrement touché par le Sherman Antitrust Act en 1890), Andrew Carnegie ou encore J.P. Morgan. Les critiques les plus sévères de ces grands entrepreneurs les baptisèrent les « barons voleurs » (robber barons), en raison de leurs fréquents abus de pouvoir, et de leurs pratiques financières, souvent peu soucieuses du code déontologique. Il y eut en outre à cette époque l'émergence d'une union syndicaliste, menée par Terrence Powderly et Samuel Gompers, deux Knights of Labor.
Les chemins de fer ont été la principale industrie de croissance, avec le système d'usine, l'exploitation minière et la finance de plus en plus importante. L'immigration en provenance d'Europe et des États de l'Est des États-Unis entraîna une croissance rapide de l'Ouest, fondée sur l'agriculture, l'élevage et l'exploitation minière. Les syndicats sont devenus importants dans les villes industrielles à croissance très rapide. Deux grandes dépressions nationales — la Panique de 1873 et la Panique de 1893 — ont interrompu la croissance et provoqué des bouleversements sociaux et politiques. Le Sud après la guerre de Sécession est resté économiquement dévasté ; son économie est devenue de plus en plus liée à la production de coton et de tabac, qui a souffert de la faiblesse des prix. Avec la fin de l'ère de la Reconstruction en 1877, les peuples afro-américains du Sud furent dépouillés du pouvoir politique et des droits de vote et restèrent économiquement désavantagés. À partir de 1879, les actes de violence raciale se multiplièrent, de même que l'exil de populations noires dans les États du centre et du sud.
Le paysage politique était remarquable en ce sens que malgré une certaine corruption, le taux de participation était très élevé et les élections nationales ont vu deux partis équilibrés. Au niveau politique, le Gilded Age fut marqué par une compétition extrêmement serrée entre le Parti républicain et le Parti démocrate, avec même, parfois l'incursion d'un tiers parti. À peu près tous les candidats aux élections étaient membres de grands partis, et dans certains États, le taux de participation aux élections avoisinait ou dépassait les 90 %.
La panique de 1893 (dont l'une des causes fut une ruée sur l'or), et la dépression qui la suivit jusqu'en 1897 précipitèrent cependant la fin du Gilded Age. La fin de la crise en 1897 fut marquée par la victoire du républicain William McKinley, avant le début de la Progressive Era, période de réformes qui s'échelonna de la fin des années 1890 à la fin des années 1920. Les questions dominantes étaient culturelles (en particulier en ce qui concerne la prohibition, l'éducation et les groupes ethniques ou raciaux), et économiques (droits de douane et masse monétaire). Avec la croissance rapide des villes, les machines politiques ont de plus en plus pris le contrôle de la politique urbaine. En affaires, de puissants trusts nationaux se sont formés dans certaines industries. Les syndicats ont défilé pour la journée de travail de huit heures et l'abolition du travail des enfants ; les réformateurs de la classe moyenne réclament la réforme de la fonction publique, l'interdiction de l'alcool et de la bière, et le droit des femmes. Les gouvernements locaux du Nord et de l'Ouest ont construit des écoles publiques principalement au niveau élémentaire ; les lycées publics ont commencé à émerger. Les nombreuses confessions religieuses se développaient en nombre et en richesse, le catholicisme devenant la plus grande dénomination. Ils ont tous étendu leur activité missionnaire à l'arène mondiale. Les catholiques, les luthériens et les épiscopaliens ont mis en place des écoles religieuses et les plus grandes dénominations ont créé de nombreux collèges, hôpitaux et associations caritatives. La richesse de cette période fut également particulièrement marquée par la générosité et la philanthropie des classes aisées américaines, à l'image d'Andrew Carnegie. Ainsi, les dons aux écoles, hôpitaux, universités, musées, bibliothèques, salles de musique, ou encore association caritative se multiplièrent. Parallèlement, le style Beaux-Arts inspira progressivement les architectes qui construisirent les bâtiments dans un style néorenaissance. Beaucoup de problèmes rencontrés par la société, en particulier les pauvres, au cours de l'âge d'or ont donné lieu à des tentatives de réformes dans l'ère progressive suivante.

## Avancées industrielles et technologiques

### Avancées techniques
Le Gilded Age fut une période de croissance économique alors que les États-Unis prenaient la tête de l'industrialisation devant la Grande-Bretagne. La nation étendit rapidement son économie dans de nouvelles régions, en particulier l'industrie lourde comme les usines, les chemins de fer et les mines de charbon. En 1869, le premier chemin de fer transcontinental ouvrit les régions minières et d'élevage du Far West. Le voyage de New York à San Francisco maintenant prit six jours au lieu de six mois. Le nombre de voies ferrées tripla entre 1860 et 1880, puis doubla encore en 1920. La nouvelle voie reliait autrefois les zones isolées à des marchés plus vastes et permettait l'essor de l'agriculture commerciale, de l'élevage et des mines, créant ainsi un véritable marché national. La production d'acier américaine augmenta pour dépasser les totaux combinés de la France, de la Grande-Bretagne et de l'Allemagne.
Les investisseurs à Londres et à Paris versaient de l'argent dans les chemins de fer à travers le marché financier américain centré à Wall Street. En 1900, le processus de concentration économique s'étendit à la plupart des branches de l'industrie - quelques grandes sociétés, appelées « trusts », dominées par l'acier, le pétrole, le sucre, la viande et les machines agricoles. Grâce à l'intégration verticale, ces trusts purent contrôler chaque aspect de la production d'un bien spécifique, en maximisant les profits réalisés sur le produit fini et en minimisant les prix, et en contrôlant l'accès aux matières premières, empêchés d'autres entreprises de rivaliser sur le marché. Plusieurs monopoles - le plus connu, la Standard Oil - dominèrent leurs marchés en maintenant les prix bas lorsque les concurrents apparaissaient; ils augmentèrent à un rythme quatre fois plus rapide que celui des secteurs compétitifs.
La mécanisation accrue de l'industrie est une marque majeure de la recherche par le Gilded Age de moyens moins coûteux pour créer plus de produits. Frederick Winslow Taylor observa que l'efficacité des travailleurs dans l'acier pourrait être améliorée grâce à l'utilisation d'observations très rapprochées avec un chronomètre pour éliminer l'effort gaspillé. La mécanisation fit de certaines usines un assemblage de travailleurs non qualifiés exécutant des tâches simples et répétitives sous la direction de contremaîtres qualifiés et d'ingénieurs. Les ateliers d'usinage se développèrent rapidement et comprirent des ouvriers hautement qualifiés et des ingénieurs. Le nombre de travailleurs qualifiés et non qualifiés augmenta, à mesure que leur taux de salaire augmentait.
Des collèges d'ingénieurs furent créés pour répondre à l'énorme demande d'expertise. Les chemins de fer inventèrent une gestion moderne, avec des chaînes de commandement claires, des rapports statistiques et des systèmes bureaucratiques complexes. Ils systématisèrent les rôles des cadres intermédiaires et mirent en place des pistes de carrière explicites. Ils embauchaient de jeunes hommes âgés de 18 à 21 ans et les promettaient à l'interne jusqu'à ce qu'un homme atteigne le statut d'ingénieur de locomotive, de chef de train ou d'agent de gare à l'âge de 40 ans environ. Les pistes de carrière furent inventées pour les emplois qualifiés de cols bleus et pour les gestionnaires cols blancs, en commençant dans les chemins de fer et en s'expansant dans la finance, la fabrication et le commerce. Parallèlement à la croissance rapide des petites entreprises, une nouvelle classe moyenne croissait rapidement, en particulier dans les villes du Nord.
Les États-Unis devinrent un leader mondial dans la technologie appliquée. De 1860 à 1890, 500 000 brevets furent délivrés pour de nouvelles inventions, soit plus de dix fois le nombre de brevets délivrés au cours des soixante-dix années précédentes. George Westinghouse inventa les freins à air pour les trains (les rendant plus sûrs et plus rapides). Theodore Vail créa l'American Telephone & Telegraph Company et construisit un excellent réseau de communication. Thomas Edison, en plus d'inventer des centaines de dispositifs, établit le premier utilitaire d'éclairage électrique, en se basant sur le courant continu et une lampe à incandescence efficace. La distribution d'énergie électrique se répandit rapidement dans les villes du Gilded Age. Les rues étaient éclairées la nuit et les tramways électriques permettaient d'aller plus vite au travail et de faire ses courses plus facilement.
Le pétrole lança une nouvelle industrie commençant avec les champs de pétrole de la Pennsylvanie dans les années 1860. Les États-Unis dominaient l'industrie mondiale dans les années 1950. Le kérosène remplaça l'huile de baleine et les bougies pour éclairer les maisons. John D. Rockefeller fonda la Standard Oil Company et monopolisa l'industrie pétrolière, qui produisait principalement du kérosène avant que l'automobile ne crée une demande d'essence au XXe siècle.

### Chemins de fer
Selon l'historien Henry Adams, le système des chemins de fer coordonna les énergies d'une génération, car elle nécessitait la création de toutes les nouvelles machines - capital, banques, mines, fourneaux, magasins, centrales électriques, connaissances techniques, population mécanique, ainsi qu'un remaniement régulier des habitudes sociales et politiques, des idées et les institutions pour s'adapter à la nouvelle échelle et s'adapter aux nouvelles conditions. La génération entre 1865 et 1895 était déjà hypothéquée aux chemins de fer, et personne ne le savait mieux que la génération elle-même.
L'impact peut être examiné à travers cinq aspects: l'expédition, la finance, la gestion, les carrières et la réaction populaire.

#### Expédition de marchandises et de passagers
D'abord, ils fournirent un réseau très efficace pour l'expédition de marchandises et de passagers sur un grand marché national. Le résultat eut un impact transformateur sur la plupart des secteurs de l'économie, notamment la fabrication, la vente au détail et en gros, l'agriculture et la finance. Les États-Unis avaient désormais un marché national intégré de la taille de l'Europe, sans barrières ou tarifs internes, tous soutenus par un langage commun, un système financier et un système juridique commun.

#### Base du système financier privé
Le financement des chemins de fer servit de base à une expansion spectaculaire du système financier privé (non gouvernemental). La construction de chemins de fer était beaucoup plus coûteuse que celle des usines. En 1860, le total combiné des actions et des obligations ferroviaires s'élevait à 1,8 milliard de dollars ; en 1897, il atteignait 10,6 milliards de dollars (contre une dette nationale totale de 1,2 milliard de dollars). Le financement provenait de financiers du Nord-Est et d'Europe, en particulier de Grande-Bretagne. Environ 10 % du financement provenait du gouvernement, en particulier sous la forme de concessions de terres qui pouvaient être réalisées quand une certaine quantité de voie était ouverte. Le système financier américain naissant était basé sur des obligations de chemin de fer. New York en 1860 était le marché financier dominant. Les Britanniques investirent beaucoup dans les chemins de fer dans le monde entier, mais nulle part plus qu'aux États-Unis; le total s'élevait à environ 3 milliards de dollars en 1914. Entre 1914 et 1917, ils liquidèrent leurs actifs américains pour payer les fournitures de guerre,.

#### Inventer une gestion moderne
La direction des chemins de fer conçut des systèmes complexes capables de gérer des relations simultanées bien plus compliquées que ne pouvait le rêver le propriétaire de l'usine locale qui pouvait patrouiller chaque partie de sa propre usine en quelques heures. Les ingénieurs civils devinrent la haute direction des chemins de fer. Les principaux innovateurs furent la Western Railroad of Massachusetts et le Baltimore and Ohio Railroad dans les années 1840, l'Erie dans les années 1850 et la Pennsylvanie dans les années 1860.

#### Possibilités de carrière
Les chemins de fer inventèrent le cheminement de carrière dans le secteur privé pour les cols bleus et les cols blancs. Le chemin de fer devint une carrière à vie pour les jeunes gens - L'emploi féminin n'est pas encore entré dans les mentalités. Un cheminement de carrière typique verrait un jeune homme embauché à l'âge de 18 ans comme manœuvre, être promu mécanicien qualifié à 24 ans, serre-frein à 25 ans, conducteur de fret à 27 ans et conducteur de train à 57 ans. Les parcours de carrière des cols blancs étaient également délimités. Les jeunes hommes instruits commençaient dans le travail de bureau ou statistique et accédaient ensuite au statut d'agents de station ou de bureaucrates au quartier général divisionnaire ou central.
À chaque niveau, ils avaient de plus en plus d'expérience de connaissance et de capital humain. Ils étaient très difficiles à remplacer, et on leur garantissait pratiquement des emplois permanents et des assurances et des soins médicaux. Les taux d'embauche, de licenciement et de salaire étaient fixés non pas par le contremaître, mais par les administrateurs centraux, afin de minimiser le favoritisme et les conflits d'intérêts. Tout était fait par le livre, où un ensemble de règles de plus en plus complexes qui dictait à tout le monde exactement ce qui devait être fait dans chaque circonstance, et exactement ce que seraient leur grade et leur salaire. Dans les années 1880, les cheminots de carrière prirent leur retraite et des systèmes de pension furent inventés pour eux.

#### Relation amour-haine avec les chemins de fer
L'Amérique développa une relation amour-haine avec les chemins de fer. Dans chaque ville, les boosters travaillaient fiévreusement pour s'assurer que le chemin de fer passait, sachant que leurs rêves urbains dépendaient de lui. La taille, la portée et l'efficacité mécaniques des chemins de fer en étaient des facteurs clefs. Les voyages devinrent beaucoup plus faciles, moins chers et plus fréquents. Les touristes des petites villes pouvaient faire des excursions d'une journée dans les grandes villes. Des hôtels, des centres de villégiature et des attractions touristiques furent construits pour répondre à la demande. La réalisation que tout le monde pouvait acheter un billet pour un voyage de milliers de kilomètres était excitante. Les historiens Gary Cross et Rick Szostak soutiennent :

« Avec la liberté de voyager vint un plus grand sentiment d'identité nationale et une réduction de la diversité culturelle régionale. Les enfants de paysans pourraient plus facilement se familiariser avec la grande ville, et les habitants de l'Est pourraient facilement visiter l'Ouest. Il est difficile d'imaginer des États-Unis de proportions continentales sans le chemin de fer. »

Les ingénieurs devinrent des citoyens modèles, apportant leur esprit d'entreprise et leur travail systématique à toutes les phases de l'économie ainsi qu'aux gouvernements locaux et nationaux. En 1910, les grandes villes construisaient de magnifiques gares palatiales, comme la Pennsylvania Station à New York, et la Union Station à Washington D.C.
Mais il y avait aussi un côté sombre. Dans les années 1870, les agriculteurs de l'Ouest qui dénoncent le thème du mouvement de Granger estiment que les transporteurs monopolistiques contrôlent trop le pouvoir des prix et que les législatures des États doivent imposer des prix maximum. Les marchands et les expéditeurs locaux appuyèrent la demande et adoptèrent des « lois Granger ». Les plaintes contre les chemins de fer furent répétées à haute voix dans la rhétorique politique de la fin du XIXe siècle.
Collis P. Huntington (1821-1900), le président de la Southern Pacific Railroad, qui dominait l'économie et la politique californiennes, était l'homme de chemin de fer le plus détesté du pays. Un manuel affirme : « Huntington vint symboliser la cupidité et la corruption de la fin du XIXe siècle. Les rivaux des affaires et les réformateurs politiques l'accusaient de tous les maux imaginables : les journalistes et les caricaturistes firent leur réputation en le martyrisant... Les historiens chassèrent Huntington comme le méchant le plus méprisable de l'État ». Cependant, Huntington se défendit : « les motifs de mes actions furent honnêtes et les résultats profitèrent beaucoup plus à la Californie qu'à moi ».

#### Impact sur l'agriculture
La croissance des chemins de fer de 1850 à 1880 rendit l'agriculture commerciale beaucoup plus faisable et rentable. Des millions d'acres furent ouverts à l'établissement une fois que la voie ferrée était à proximité, et fournirent un débouché à longue distance pour le blé, le bétail et les porcs qui atteignaient tout le chemin vers l'Europe. L'Amérique rurale devint un marché géant, car les grossistes achetaient les produits de consommation produits par les usines de l'Est et les expédiaient aux commerçants locaux dans de petits magasins à l'échelle nationale. L'expédition des animaux vivants était lente et coûteuse. Il était plus efficace de les abattre dans les grands centres d'emballage comme Chicago, Kansas City, Saint-Louis, Milwaukee et Cincinnati, puis d'expédier de la viande emballée en wagons de fret frigorifiques. Les wagons étaient refroidis par des plaques de glace récoltées dans les lacs du nord en hiver et entreposées pour l'été et l'automne. Chicago, le principal centre de chemin de fer, bénéficia énormément, Kansas City étant loin derrière. L'historien William Cronon conclut :
En raison des abattoirs de Chicago, les éleveurs du Wyoming et les éleveurs de parcs d'engraissement de l'Iowa trouvaient régulièrement un marché fiable pour leurs animaux et, en moyenne, recevaient de meilleurs prix pour les animaux qu'ils vendaient là-bas. En même temps et pour la même raison, les Américains de toutes les catégories trouvaient une plus grande variété de viandes plus nombreuses et de meilleure qualité sur leurs tables, achetées en moyenne à des prix plus bas que jamais auparavant. Vu sous cet angle, le « système rigide d'économie » des paysans semblait en effet une très bonne chose.

### Croissance économique
Au cours des années 1870 et 1880, l'économie américaine connut la croissance la plus rapide de son histoire, les salaires réels, la richesse, le PIB et la formation de capital augmentant rapidement. Par exemple, entre 1865 et 1898, la production de blé augmenta de 256 %, le maïs de 222 %, le charbon de 800 % et les kilomètres de voies ferrées de 567 %. Des réseaux nationaux de transport et de communication furent créés. La corporation devint la forme dominante d'organisation des affaires et une révolution de la gestion scientifique transforma les opérations commerciales,.
Au début du XXe siècle, le produit intérieur brut et la production industrielle aux États-Unis dominaient le monde. Kennedy rapporte que « le revenu national des États-Unis, en chiffres absolus par habitant, était très loin au-dessus de tout le monde en 1914 ». Le revenu par habitant aux États-Unis était de 377 dollars en 1914 contre 244 dollars en Grande-Bretagne, 184 dollars en Allemagne, 153 dollars en France et 108 dollars en Italie, tandis que la Russie et le Japon accusaient un retard de 41 et 36 dollars,.
L'Europe, en particulier la Grande-Bretagne, resta le centre financier du monde jusqu'en 1914, mais la croissance des États-Unis amena les étrangers à se demander, comme l'écrivait l'écrivain britannique W.T Stead en 1901 : « Quel est le secret du succès américain ? ». Les hommes d'affaires de la seconde révolution industrielle créaient des villes industrielles dans le Nord-Est des États-Unis avec de nouvelles usines, et embauchaient une classe ouvrière industrielle ethniquement diversifiée, dont de nombreux nouveaux immigrants en provenance d'Europe.
Les riches industriels et financiers comme John D. Rockefeller, Jay Gould, Henry Clay Frick, Andrew W. Mellon, Andrew Carnegie, Henry Flagler, Henry H. Rogers, J.P. Morgan, Leland Stanford, Meyer Guggenheim, Jacob Schiff, Charles Crocker, Cornelius Vanderbilt seraient parfois qualifiés de « barons voleurs » (« Robber barons ») par leurs détracteurs, qui affirment que leurs fortunes furent faites aux dépens de la classe ouvrière, par la chicane et la trahison de la démocratie,. Leurs admirateurs firent valoir qu'ils étaient des « capitaines de l'industrie » qu'ils avaient construit l'économie industrielle de base en Amérique et aussi le secteur sans but lucratif par des actes de philanthropie. Par exemple, Andrew Carnegie fit don de plus de 90 % de sa richesse et déclara que la philanthropie était leur devoir, l'« Évangile de la richesse ». L'argent privé dota des milliers de collèges, d'hôpitaux, de musées, d'académies, d'écoles, d'opéras, de bibliothèques publiques et d'associations caritatives. John D. Rockefeller fit don de plus de 500 millions de dollars à divers organismes de bienfaisance, soit un peu plus de la moitié de sa valeur nette. Néanmoins, de nombreux chefs d'entreprise furent influencés par la théorie du darwinisme social de Herbert Spencer, qui justifiait le capitalisme de laissez-faire, la concurrence impitoyable et la stratification sociale,.
Cette économie industrielle émergente se développa rapidement pour répondre aux nouvelles demandes du marché. De 1869 à 1879, l'économie américaine connut une croissance de 6,8 % pour le PNN (PIB moins la dépréciation du capital) et de 4,5 % pour le PNN par habitant. L'économie répéta cette période de croissance dans les années 1880, au cours de laquelle la richesse de la nation augmenta à un taux annuel de 3,8 %, tandis que le PIB doubla également. L'économiste Milton Friedman déclare que pour les années 1880, « le taux décennal le plus élevé [de croissance de la richesse réelle reproductible par tête de 1805 à 1950] pour des périodes d'environ dix ans fut atteint dans les années 1980 avec environ 3,8 % ».

### Les salaires
L'expansion rapide de l'industrialisation conduit à une croissance des salaires réels de 60 % entre 1860 et 1890, répartie sur la population active en augmentation constante. Les salaires réels (ajustés en fonction de l'inflation) augmentaient régulièrement, le pourcentage exact d'augmentation dépendant des dates et de la force de travail spécifique. Le Census Bureau signalait en 1892 que le salaire annuel moyen par travailleur industriel (hommes, femmes et enfants) était passé de 380 dollars en 1880 à 564 dollars en 1890, soit un gain de 48 %. L'historien économique Clarence D. Long estime que (en dollars constants de 1914), le revenu annuel moyen de tous les employés non agricoles américains est passé de 375 $ en 1870 à 395 $ en 1880, 519 $ en 1890 et 573 $ en 1900, soit un gain de 53 % en 30 ans.
L'historien australien Peter Shergold a constaté que le niveau de vie des travailleurs industriels était plus élevé qu'en Europe. Il compare les salaires et le niveau de vie à Pittsburgh avec Birmingham, en Angleterre, l'une des villes industrielles les plus riches d'Europe. Après avoir tenu compte du coût de la vie (65 % plus élevé aux États-Unis), il a constaté que le niveau de vie des travailleurs non qualifiés était à peu près le même dans les deux villes, alors que les travailleurs qualifiés de Pittsburgh avaient environ 50 % à 100 % niveau de vie que ceux de Birmingham, en Angleterre. Selon Shergold, l'avantage américain augmenta au fil du temps de 1890 à 1914, et le salaire américain perçu plus élevé conduit à un flux constant de travailleurs qualifiés de Grande-Bretagne à l'Amérique industrielle. Selon l'historien Steve Fraser, les travailleurs gagnaient généralement moins de 800 $ par année, ce qui les empêchait de vivre dans la pauvreté. Les travailleurs devaient consacrer environ 60 heures par semaine pour gagner autant.
Le travail salarié était largement condamné comme « esclavage salarié » dans la presse ouvrière, et les dirigeants syndicaux utilisaient presque toujours ces mots dans leurs discours. Alors que le mouvement vers le travail salarié prenait de l'ampleur, les organisations ouvrières devinrent plus militantes dans leurs efforts pour «abattre tout le système des salaires pour le travail ». En 1886, Henry George, économiste et candidat au municipal de New York, auteur de Progrès et Pauvreté, déclara : « L'esclavage de biens meubles est morte, mais l'esclavage industriel reste ».

### Inégalité des revenus
La distribution inégale de la richesse resta élevée pendant cette période. De 1860 à 1900, les 2 % les plus riches des ménages américains possédaient plus d'un tiers de la richesse de la nation, tandis que les 10 % les plus riches en détenaient environ les trois quarts. Les 40 % inférieurs n'avaient aucune richesse. En termes de propriété, les 1 % les plus riches possédaient 51 %, tandis que les 44 % inférieurs en revendiquaient 1,1 %. L'historien Howard Zinn indiqua que cette disparité, associée à des conditions de travail et de vie précaires pour les classes laborieuses, suscita la montée de mouvements populistes, anarchistes et socialistes,. L'économiste français Thomas Piketty note que les économistes de l'époque, comme Willford I. King, craignaient que les États-Unis deviennent de plus en plus inégalitaires au point de devenir comme la vieille Europe, et « de plus en plus loin de son idéal pionnier originel ».
Il y avait un coût humain important lié à cette période de croissance économique, car l'industrie américaine avait le taux le plus élevé d'accidents dans le monde. En 1889, les chemins de fer employaient 704 000 hommes, dont 20 000 blessés et 1 972 tués au travail. Les États-Unis étaient aussi la seule puissance industrielle à n'avoir aucun programme d'indemnisation des travailleurs en place pour soutenir les travailleurs blessés.

### La montée des syndicats
Les syndicats ouvriers, ainsi que ceux des charpentiers, des imprimeurs, des cordonniers et des fabricants de cigares, connurent une croissance régulière dans les villes industrielles après 1870. Ces syndicats utilisaient souvent des grèves courtes comme moyen de contrôler le marché du travail et de combattre les syndicats concurrents. Ils empêchaient généralement les femmes, les Noirs et les Chinois d'adhérer à un syndicat, mais accueillirent la plupart des immigrants européens.
Les chemins de fer avaient leurs propres syndicats séparés. Un épisode de troubles particulièrement important (estimé à quatre-vingt mille cheminots et plusieurs centaines de milliers d'autres Américains, employés et chômeurs) éclata pendant la crise économique des années 1870 et est devenu connu sous le nom de Grève des chemins de fer de 1877, qui, selon l'historien Jack Beatty, fut « la plus grande grève du monde au XIXe siècle ». Cette grève n'impliquait pas les syndicats, mais plutôt des éclatements non coordonnés dans de nombreuses villes. La grève et les émeutes associées durèrent 45 jours et causèrent la mort de plusieurs centaines de participants (aucun policier ou soldat ne fut tué), plusieurs centaines de blessés et des millions de dommages à la propriété ferroviaire,. Les troubles furent jugés suffisamment graves par le gouvernement pour que le président Rutherford B. Hayes intervint avec les troupes fédérales.
À partir du milieu des années 1880, un nouveau groupe, les Chevaliers du travail (« Knight of Work »), se développa rapidement. Les Chevaliers évitaient la violence, mais leur réputation s'effondra à la suite de l'émeute de Haymarket Square à Chicago en 1886, lorsque des anarchistes auraient bombardé les policiers dispersant la réunion. La police tira ensuite au hasard dans la foule, tuant et blessant un certain nombre de personnes, y compris d'autres policiers, et anarchistes arbitrairement rassemblés, y compris les dirigeants du mouvement. Sept anarchistes furent jugés; quatre furent pendus, même si aucune preuve ne les liait directement à l'attentat. Un avait en sa possession une carte de membre des Chevaliers du travail. À son apogée, les Chevaliers atteignaient les 700 000 membres. En 1890, l'effectif avait chuté à moins de 100 000, puis s'évanouit.
Les grèves organisées par les syndicats devinrent des événements de routine dans les années 1880 alors que le fossé entre les riches et les pauvres s'élargissait. Il y eut 37 000 grèves entre 1881 et 1905. De loin, le plus grand nombre se situait dans les métiers du bâtiment, suivis de loin par les mineurs de charbon. L'objectif principal était le contrôle des conditions de travail et le règlement de l'union rivale qui était en contrôle. La plupart étaient de très courte durée. En temps de dépression, les grèves étaient plus violentes mais moins réussies, car l'entreprise perdait de l'argent de toute façon. Elles réussissait en période de prospérité lorsque l'entreprise perdait des bénéfices et voulait s'installer rapidement.
La grève la plus importante et la plus dramatique fut celle de la Grève Pullman de 1894, un effort coordonné pour mettre fin au système ferroviaire national. La grève fut menée par l'American Railway Union dirigée par Eugene V. Debs et ne fut pas soutenue par les confréries établies. Le syndicat défia les ordonnances de la Cour fédérale d'arrêter de bloquer les trains de courrier, de sorte que le président Cleveland utilisa l'armée américaine pour faire redémarrer les trains. L'ARU disparut et les confréries traditionnelles des chemins de fer survécurent, mais évitèrent les grèves.
La nouvelle Fédération américaine du travail, dirigée par Samuel Gompers, trouva la solution. L'AFL était une coalition de syndicats, chacun basé sur des sections locales fortes ; l'AFL coordonnait leur travail dans les villes et empêchait les batailles juridictionnelles. Gompers répudia le socialisme et abandonna la nature violente des premiers syndicats. L'AFL travaillait à contrôler le marché du travail local, permettant ainsi à ses habitants d'obtenir des salaires plus élevés et plus de contrôle sur l'embauche. En conséquence, les syndicats AFL se répandirent dans la plupart des villes, atteignant un sommet en 1919.
Des récessions économiques sévères - appelées «paniques» - frappèrent la nation dont la panique de 1873 et la panique de 1893. Elles durèrent plusieurs années, avec un chômage urbain élevé, de faibles revenus pour les agriculteurs, de faibles bénéfices pour les entreprises, une croissance économique lente et une immigration réduite. Elles générèrent des troubles politiques.